# قائمة أنواع العتائق المنشورة والمقبولة
هذه قائمة بأنواع العتائق المنشورة والمقبولة:

## A
- (الاسم العلمي: Acidianus)
- (الاسم العلمي: Acidilobus)
- (الاسم العلمي: Acidiplasma)
- (الاسم العلمي: Aeropyrum)
- (الاسم العلمي: عتيقة كروية)

## C
- (الاسم العلمي: Caldisphaera)
- (الاسم العلمي: Caldivirga)

## D
- (الاسم العلمي: Desulfurococcus)
- (الاسم العلمي: Desulfurolobus)

## F
- (الاسم العلمي: Ferroglobus)
- (الاسم العلمي: Ferroplasma)
- (الاسم العلمي: Fervidicoccus)

## G
- (الاسم العلمي: Geoglobus)

## H
- (الاسم العلمي: Haladaptatus)
- (الاسم العلمي: Halalkalicoccus)
- (الاسم العلمي: ملحائية عصوية)
- (الاسم العلمي: Haloarchaeobius)
- (الاسم العلمي: ملحائية قوسية)
- (الاسم العلمي: ملحاء عصوية)
- (الاسم العلمي: Halobaculum)
- (الاسم العلمي: ملحائية عصوية)
- (الاسم العلمي: Halobiforma)
- (الاسم العلمي: Halococcus)
- (الاسم العلمي: Haloferax)
- (الاسم العلمي: Halogeometricum)
- (الاسم العلمي: ملحائية عصوية)
- (الاسم العلمي: ملحائية عصوية)
- (الاسم العلمي: ملحائية عصوية)
- (الاسم العلمي: ميثاناوية رزمية)
- (الاسم العلمي: Halomicrobium)
- (الاسم العلمي: ملحائية عصوية)
- (الاسم العلمي: ملحائية عصوية)
- (الاسم العلمي: Halopenitus)
- (الاسم العلمي: Halopiger)
- (الاسم العلمي: Haloplanus)
- (الاسم العلمي: Haloquadratum)
- (الاسم العلمي: Halorhabdus)
- (الاسم العلمي: ملحائية عصوية)
- (الاسم العلمي: Halorubrobacterium)
- (الاسم العلمي: Halorubrum)
- (الاسم العلمي: Halosarcina)
- (الاسم العلمي: Halosimplex)
- (الاسم العلمي: Halostagnicola)
- (الاسم العلمي: Haloterrigena)
- (الاسم العلمي: Halovenus)
- (الاسم العلمي: Halovivax)
- (الاسم العلمي: Hyperthermus)

## I
- (الاسم العلمي: Ignicoccus)
- (الاسم العلمي: Ignisphaera)

## M
- (الاسم العلمي: Metallosphaera)
- (الاسم العلمي: Methanimicrococcus)
- (الاسم العلمي: Methanobacterium)
- (الاسم العلمي: Methanobrevibacter)
- (الاسم العلمي: Methanocalculus)
- (الاسم العلمي: Methanocaldococcus)
- (الاسم العلمي: ميثانية خليوية)
- (الاسم العلمي: Methanococcoides)
- (الاسم العلمي: Methanococcus)
- (الاسم العلمي: Methanocorpusculum)
- (الاسم العلمي: Methanoculleus)
- (الاسم العلمي: Methanofollis)
- (الاسم العلمي: Methanogenium)
- (الاسم العلمي: Methanohalobium)
- (الاسم العلمي: Methanohalophilus)
- (الاسم العلمي: Methanolacinia)
- (الاسم العلمي: ميثانيات جرثومية)
- (الاسم العلمي: Methanolobus)
- (الاسم العلمي: Methanomassiliicoccus)
- (الاسم العلمي: Methanomethylovorans)
- (الاسم العلمي: ميثانية جرثومية)
- (الاسم العلمي: Methanoplanus)
- (الاسم العلمي: ميثانية نارية)
- (الاسم العلمي: Methanoregula)
- (الاسم العلمي: Methanosaeta)
- (الاسم العلمي: Methanosalsum)
- (الاسم العلمي: ميثانية رزمية)
- (الاسم العلمي: Methanosphaera)
- (الاسم العلمي: ميثانيات جرثومية)
- (الاسم العلمي: Methanospirillum)
- (الاسم العلمي: Methanothermobacter)
- (الاسم العلمي: Methanothermococcus)
- (الاسم العلمي: Methanothermus)
- (الاسم العلمي: Methanothrix)
- (الاسم العلمي: Methanotorris)
- (الاسم العلمي: Methermicoccus)

## N
- (الاسم العلمي: Natrialba)
- (الاسم العلمي: Natrinema)
- (الاسم العلمي: ملحائية عصوية)
- (الاسم العلمي: Natronobacterium)
- (الاسم العلمي: Natronococcus)
- (الاسم العلمي: Natronolimnobius)
- (الاسم العلمي: Natronomonas)
- (الاسم العلمي: Natronorubrum)

## P
- (الاسم العلمي: Palaeococcus)
- (الاسم العلمي: Picrophilus)
- (الاسم العلمي: Pyrobaculum)
- (الاسم العلمي: Pyrococcus)
- (الاسم العلمي: Pyrodictium)
- (الاسم العلمي: Pyrolobus)

## S
- (الاسم العلمي: ملحائية عصوية)
- (الاسم العلمي: Staphylothermus)
- (الاسم العلمي: Stetteria)
- (الاسم العلمي: Stygiolobus)
- (الاسم العلمي: Sulfolobus)
- (الاسم العلمي: Sulfophobococcus)
- (الاسم العلمي: Sulfurisphaera)
- (الاسم العلمي: Sulfurococcus)

## T
- (الاسم العلمي: Thermocladium)
- (الاسم العلمي: مستحرة مكورة)
- (الاسم العلمي: Thermodiscus)
- (الاسم العلمي: Thermofilum)
- (الاسم العلمي: Thermogymnomonas)
- (الاسم العلمي: Thermoplasma)
- (الاسم العلمي: مستحرة متقلبة)
- (الاسم العلمي: Thermosphaera)

## V
- (الاسم العلمي: Vulcanisaeta)